# Trichoferus pallidus
Trichoferus pallidus är en skalbaggsart som först beskrevs av Olivier 1790.  Trichoferus pallidus ingår i släktet Trichoferus och familjen långhorningar.
Artens utbredningsområde är:
- Corsica.
- Frankrike.

Inga underarter finns listade i Catalogue of Life.

## Bildgalleri

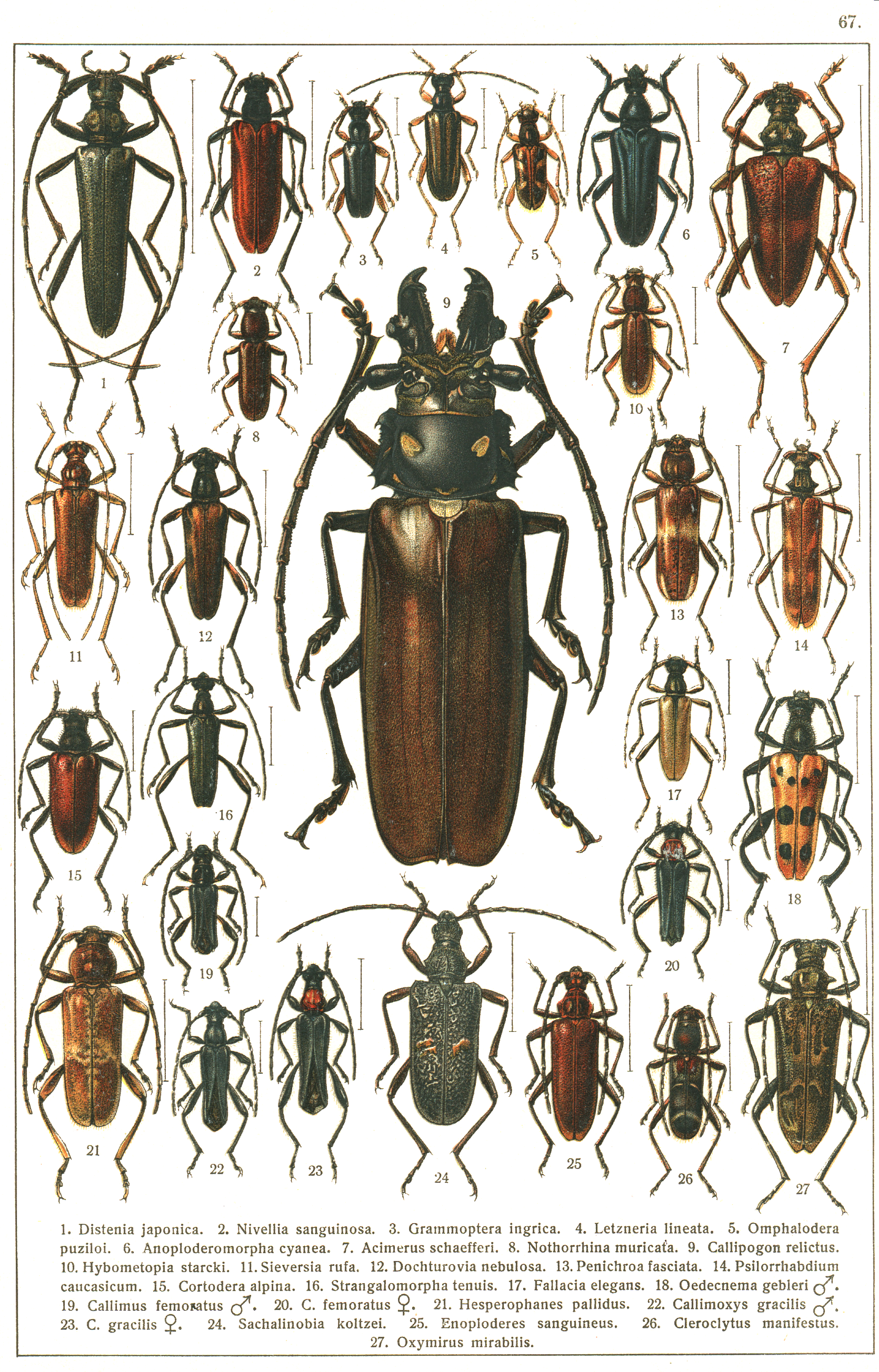
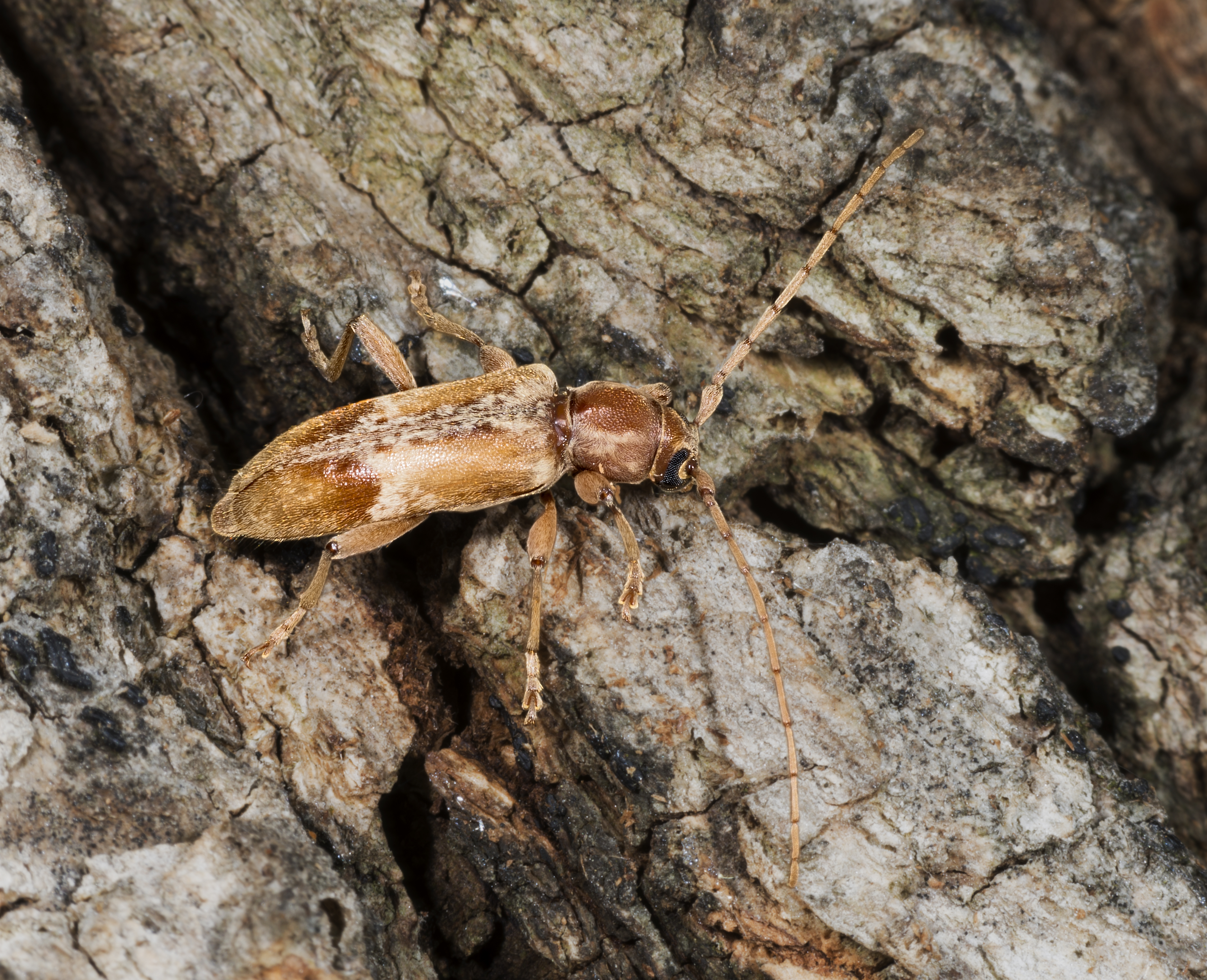
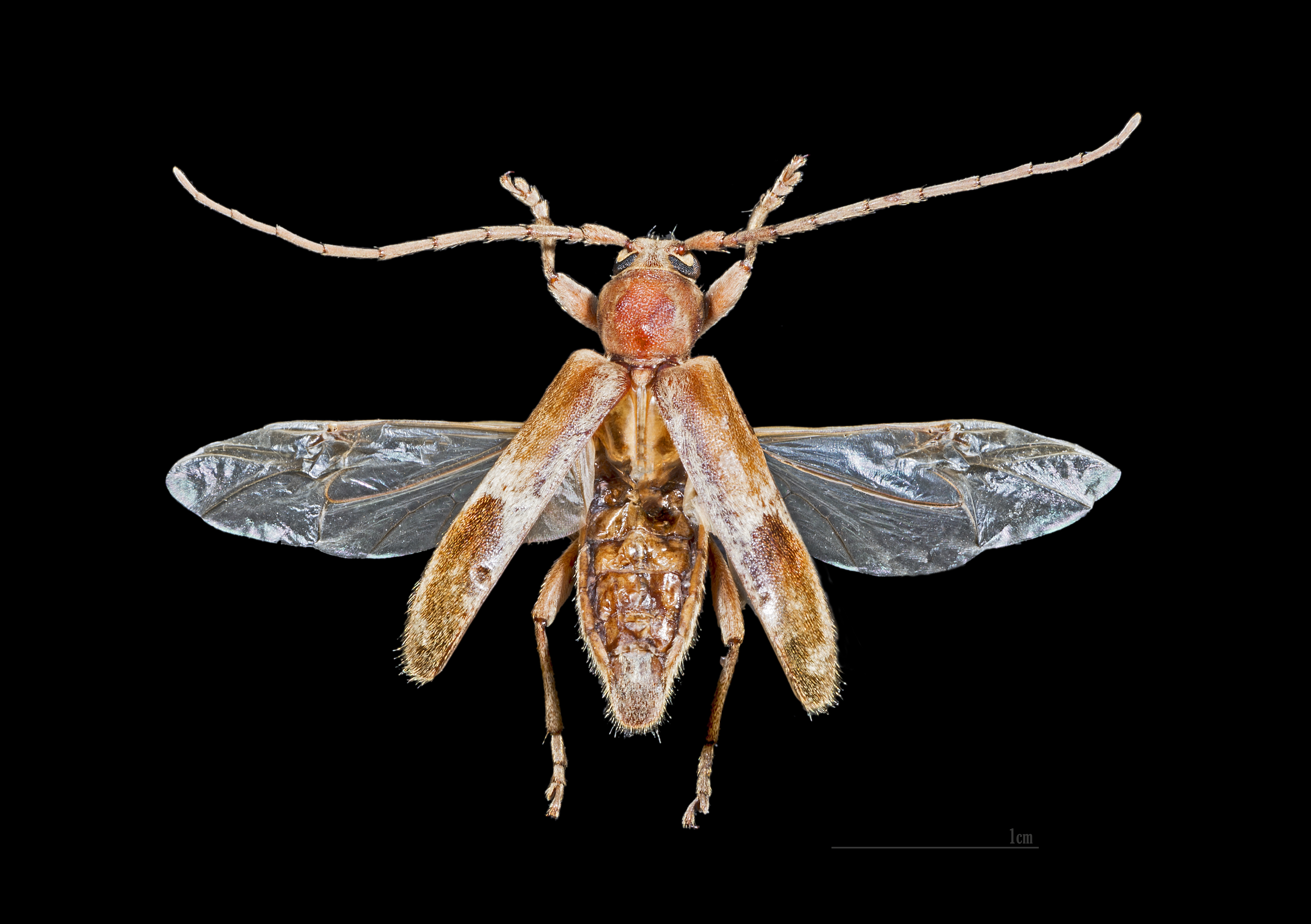
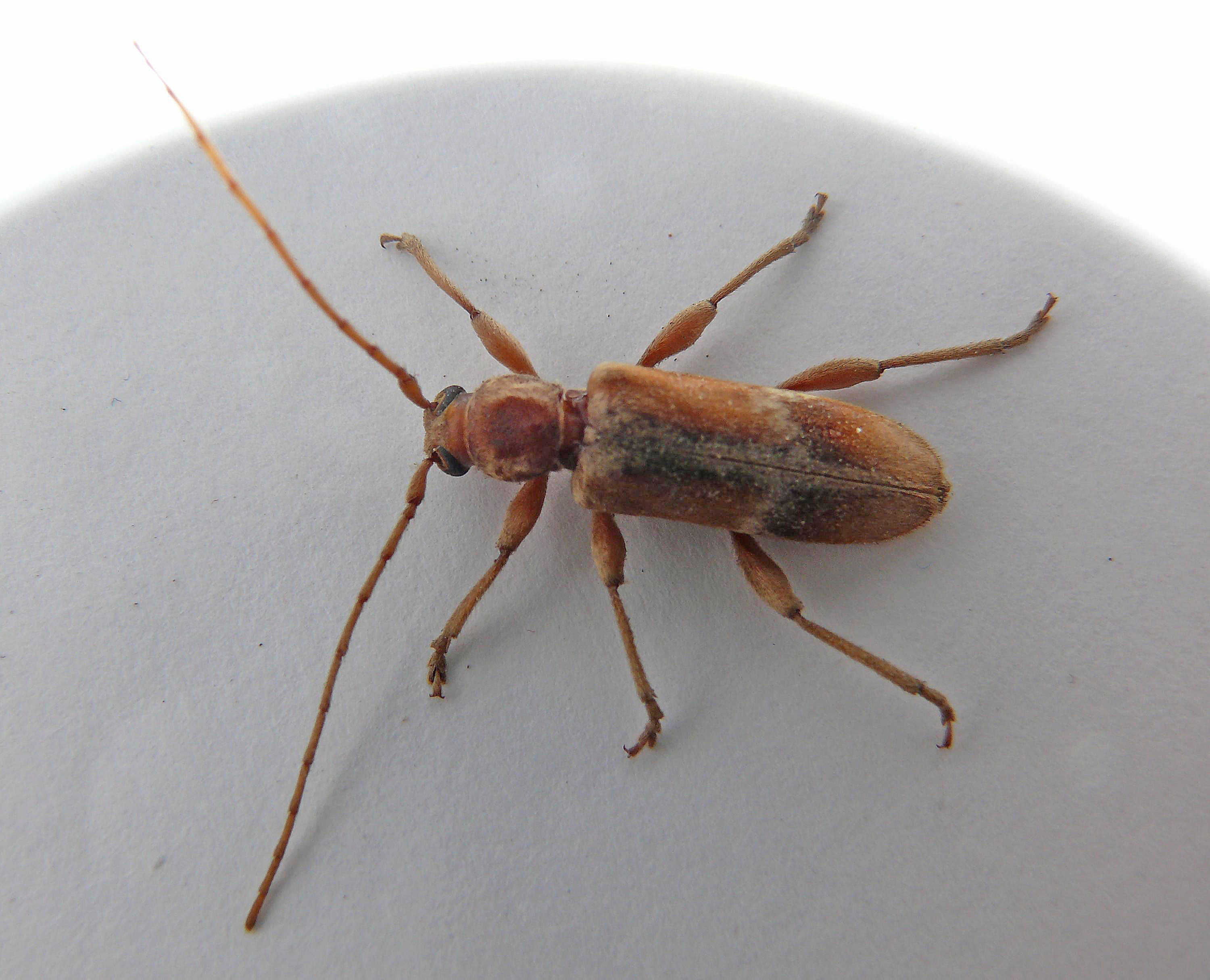
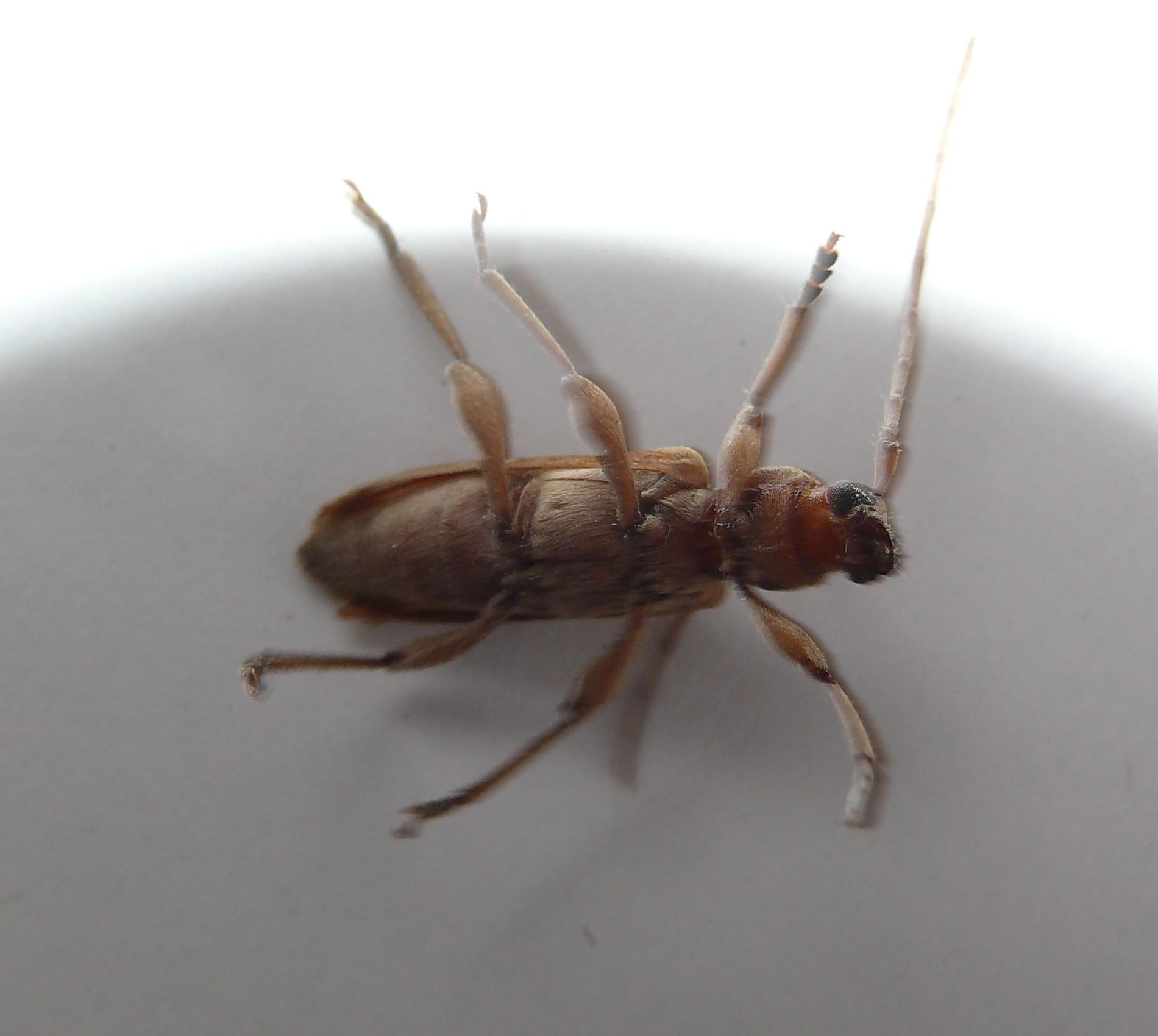
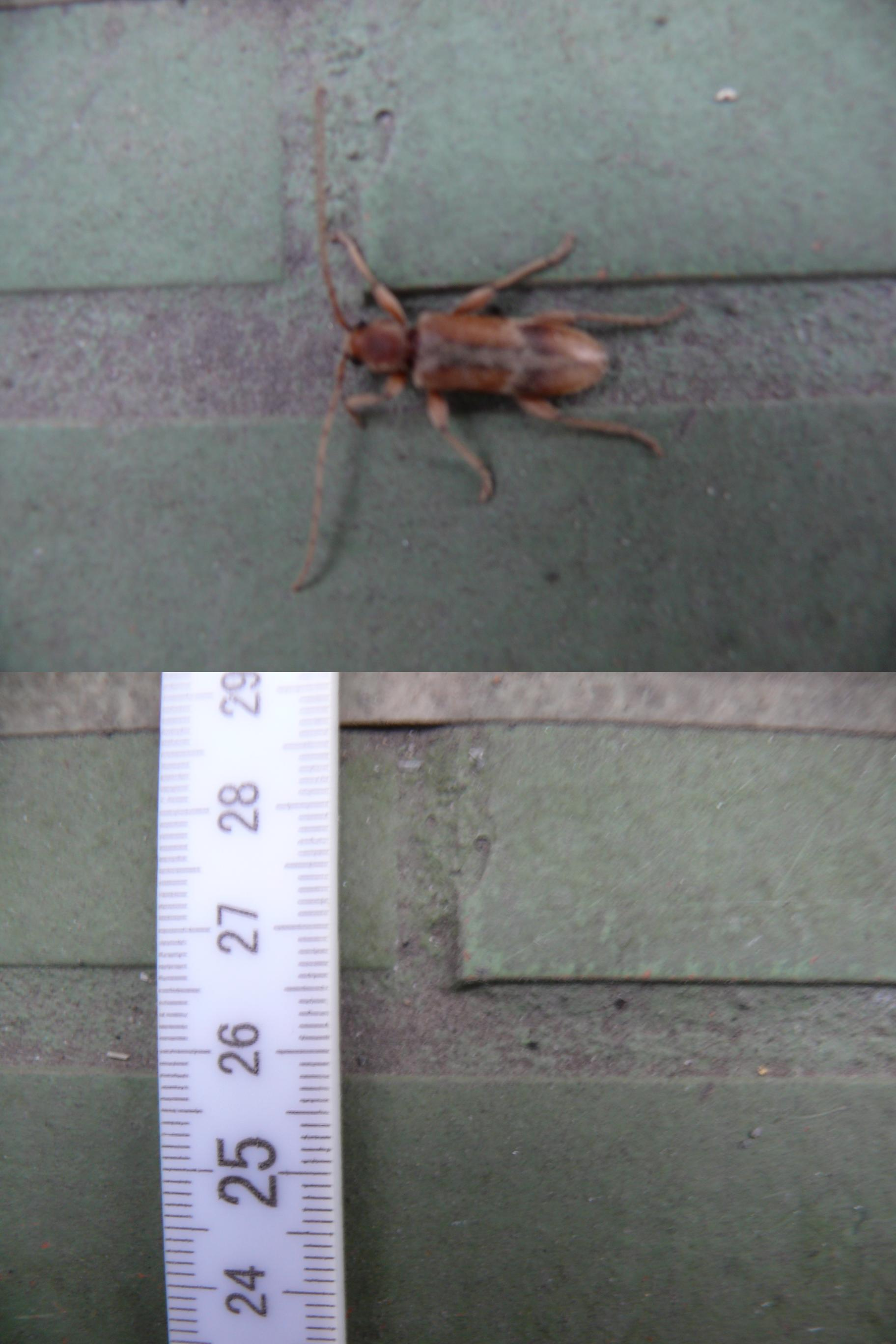